# Hahnenbach (Wiedau)
Der Hahnenbach ist nach der Rodau der zweitgrößte Nebenfluss der Wiedau und entwässert einen Teil des markant nach Westen abfallenden Randes der Lüneburger Heide.

## Verlauf
Der Bach entspringt in kleinen Moorsenken bei Leverdingen (zu Neuenkirchen, Landkreis Heidekreis) und fließt die ersten Kilometer durch eine weite Talmulde mit Feldern und Wiesen. Von rechts fließt ihm mit zuletzt starkem Gefälle der etwas wasserreichere und längere Gilmerdinger Bach zu, der im Naturschutzgebiet Birkensee südwestlich von Schneverdingen entspringt. In der Ortslage von Neuenkirchen, dem größten Ort im Einzugsgebiet, durchschneidet das Hahnenbachtal landschaftlich reizvoll einen Endmoränenwall aus dem frühen Drenthestadium der Saale-Eiszeit. Im weiteren Verlauf fließt der Hahnenbach mit deutlich verringertem Gefälle durch eine waldreiche und moorige Niederung. Südwestlich von Hemslingen fließt er bei Bellen in die Wiedau, deren Wasser über die Wümme und die Lesum die Weser erreicht. Der Hahnenbach führt bei der Mündung in die Wiedau mehr Wasser, kann also hydrologisch als ihr Hauptquellfluss betrachtet werden.
Der Hahnenbach hat durchgehend eine Gewässergüte der Klasse II (mäßig belastet).
Der Bach kann nicht mit Booten befahren werden.

## Befahrungsregeln
Zum Schutz, dem Erhalt und der Verbesserung der Fließgewässer als Lebensraum für wild lebende Tiere und Pflanzen erließ der Landkreis Rotenburg (Wümme) 2015 eine Verordnung für sämtliche Fließgewässer. Seitdem ist das Befahren des Hahnenbach ganzjährig verboten.

## Talgeschichte
Der Hauptquellast des Hahnenbachs, der Gilmerdinger Bach, fließt östlich des Neuenkirchener Endmoränenwalls nach Südwesten. Seine Tallinie und auch sein Höhenprofil werden weiter nach Südwesten vom Tal der Bomlitz fortgesetzt, deren Oberlauf der Gilmerdinger Bach einst war. Wohl noch in der Saale-Eiszeit wurde er durch den sich mit viel mehr Gefälle und Erosionskraft von Nordwesten her einschneidenden Hahnenbach zur Wümme-Niederung abgelenkt. Die verstärkte Tiefenerosion erklärt auch den Gefällereichtum des untersten Gilmerdinger Baches. In ähnlicher Weise hat weiter östlich die Wietze den Oberlauf der Meiße abgeschnitten und umgelenkt.

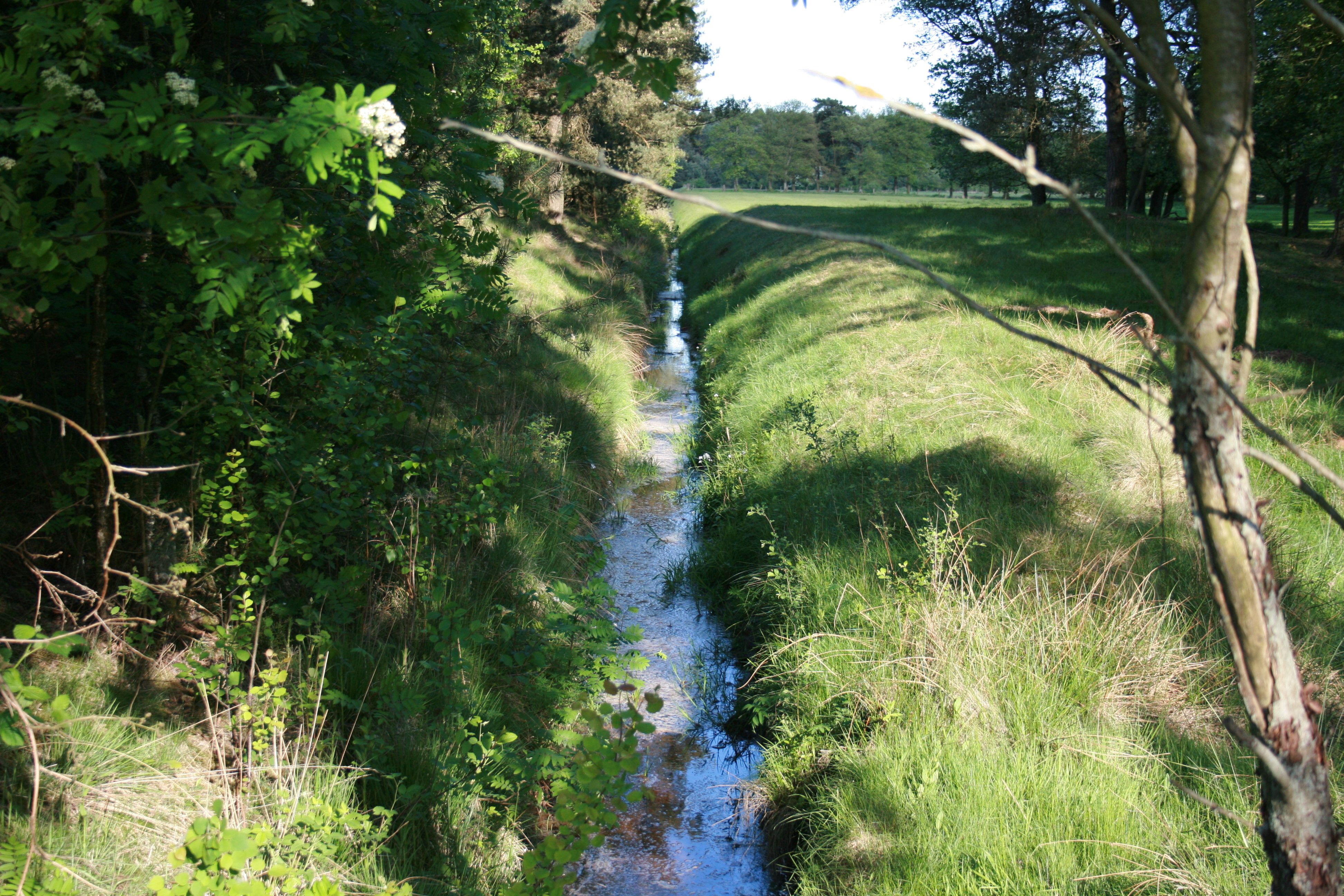
Der junge Hahnenbach kurz vor Neuenkirchen
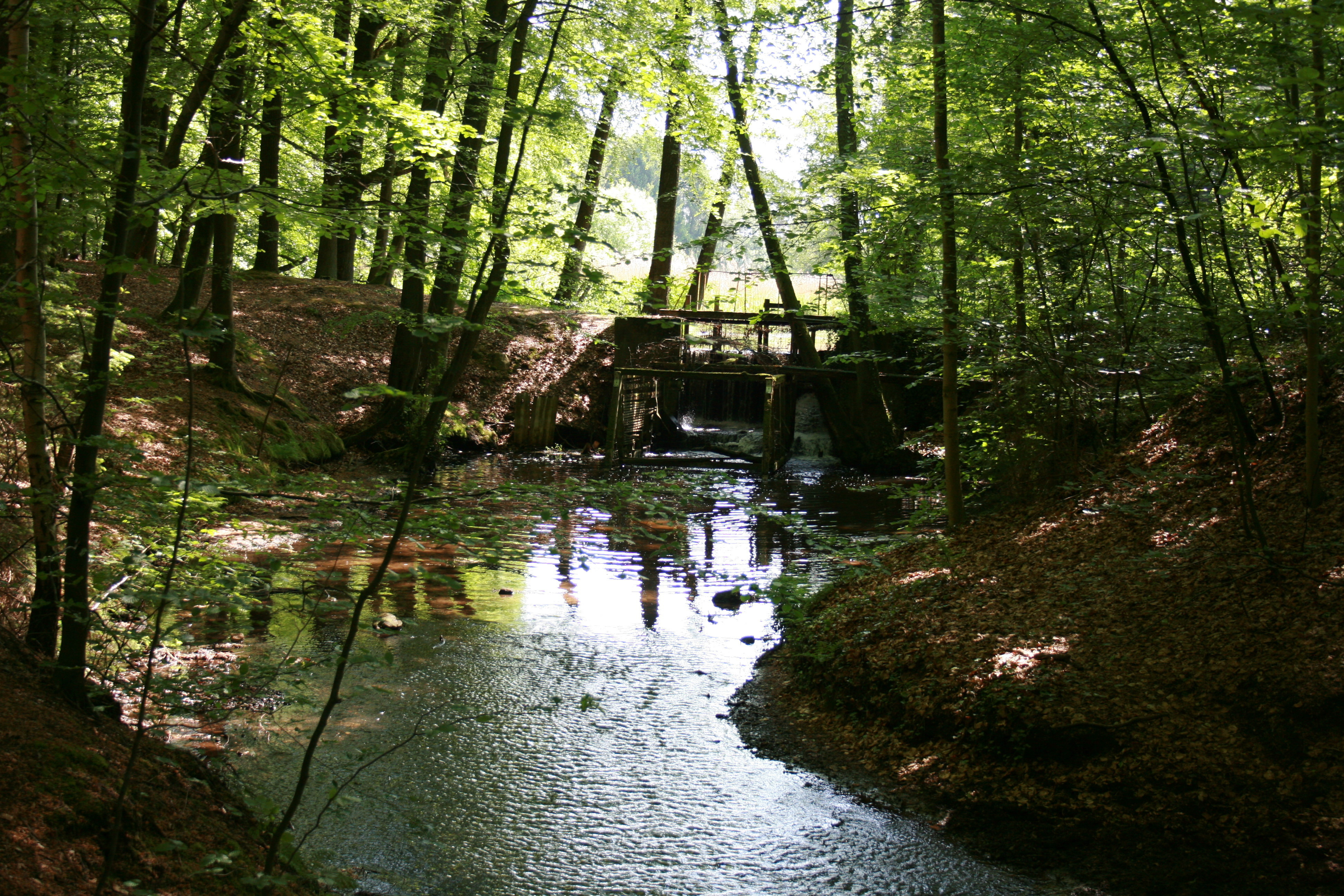
Der Hahnenbach in Rutenmühle